# Latarnia morska Men Ruz

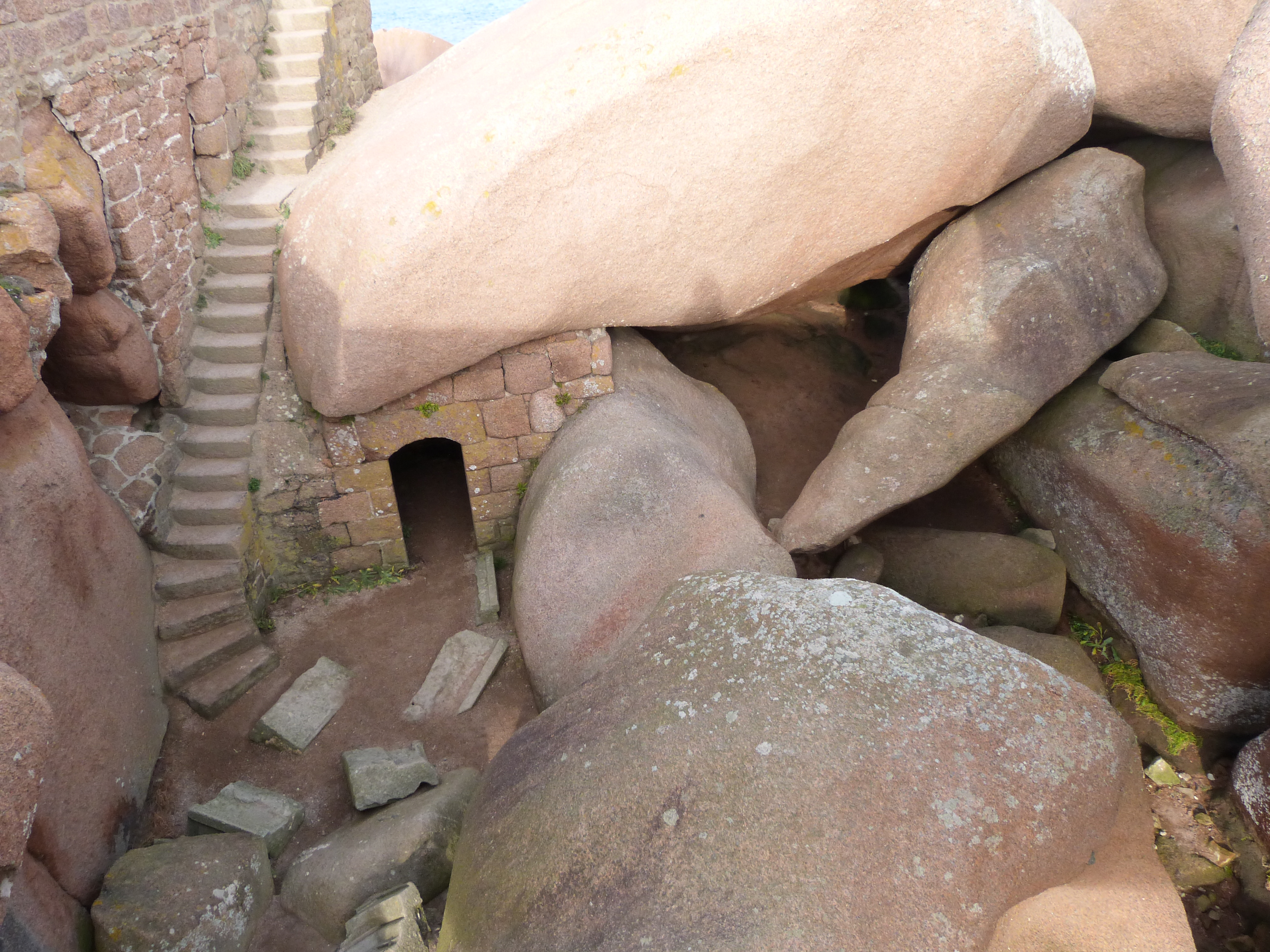
Granitowe schody prowadzą do piwniczki, w której pierwsi latarnicy przechowywali swoje zapasy cydru

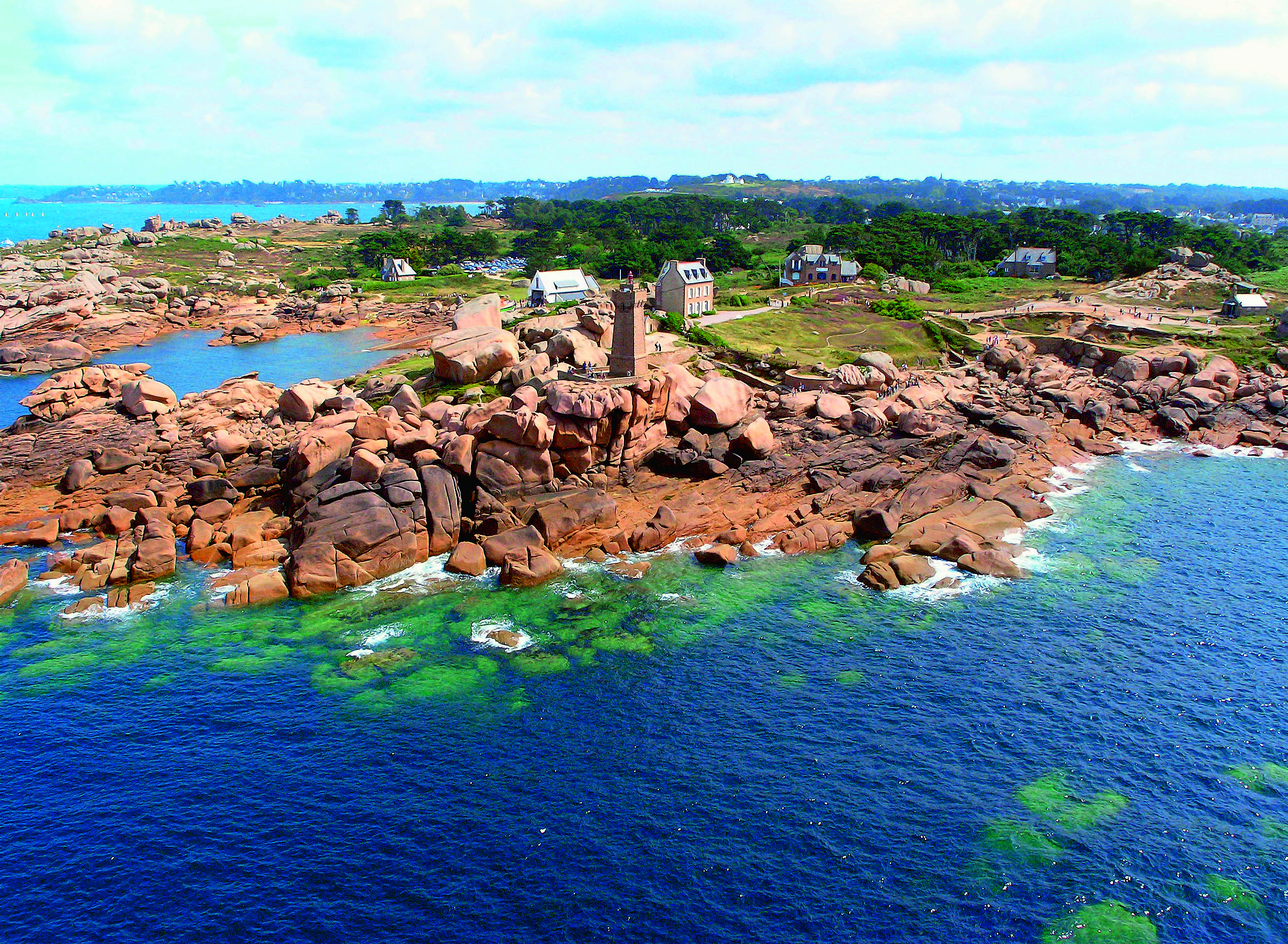
Widok latarni od strony morza

Latarnia morska Men Ruz (Phare de Men Ruz, też: Phare de Ploumanac’h) – latarnia morska w północnej Francji, na wybrzeżu Bretanii. Pełni rolę punktu nawigacyjnego oznaczającego wejście do portu Ploumanac’h. Nazwa pochodzi z języka bretońskiego (maen ruz = czerwony kamień) i odnosi się do czerwono-rudego koloru granitowych skał, na których została wzniesiona.

## Położenie
Latarnia położona jest ok. 3 km na północny zachód od centrum miasteczka Perros-Guirec i ok. 300 m od plaży Saint-Guirec w Ploumanac’h. Leży w departamencie Côtes-d'Armor.

## Historia
W 1856 r. mieszkańcy gminy Perros-Guirec, którzy w znacznej części żyli z portu Ploumanac'h, zwrócili się do władz z prośbą o ustawienie latarni morskiej, która wskazywałaby wejście do ich przystani. Projekt Komisji Morskiej w tej sprawie został zatwierdzony 22 września 1858 r. Państwo zakupiło 20-arową działkę, niezbędną dla inwestycji.
Latarnię, wzniesioną na przybrzeżnej skale, oddano do użytku 1 sierpnia 1860 r. Była to kwadratowa, murowana wieża o boku 2,40 m i wysokości 8,90 m, w której umieszczono spiralne schody o średnicy 1,40 m, prowadzące na platformę latarni. Platforma była otoczona balustradą z galwanizowanego żelaza, a dach wykonano z blachy cynkowej. Na platformie znajdowała się laterna w formie prostego cylindra. Latarnia została wyposażona w stałe światło czerwone z naftowym palnikiem, widoczne z odległości 8 mil.
Do wieży przylegał budynek główny o długości 7,30 m i szerokości 6,40 m, mieszczący sypialnię, pokój dzienny, magazyn nafty, przedsionek prowadzący do wieży oraz biuro. Do tego budynku dobudowano w 1886 r. przybudówkę podzieloną na dwa pomieszczenia o tych samych wymiarach, służące za kuchnię i spiżarnię, dostępne z pokoju dziennego. W późniejszych latach obiekt jeszcze nieco rozbudowano. W 1879 r. zakupiono i przyłączono do latarni działkę o powierzchni 2,5 ha tak, aby dozorcy mogli mieć własną studnię i zaopatrzenie w świeżą wodę.
Wieża, mieszkanie i przybudówka zostały zbudowane z łamanego granitowego gruzu, pozyskanego z obszaru wokół skały Mean Ruz. Naroża budynków, opaski drzwi i okien, gzymsy i szczyt komina zostały wykonane z granitowego kamienia ciosanego z Ile Grande. Wieża została pobielona od strony morza. Odizolowana na skale latarnia była połączona z lądem granitowym, łukowym mostem o szerokości 7 metrów i łącznej długości 10 metrów.
W 1921 r. stałe światło latarni uzyskało sektory biały i czerwony. W 1930 roku wieża została pomalowana od strony morza na kolor biały.
Podczas II wojny światowej początkowo władze okupacyjne zapewniały utrzymanie i eksploatację latarni morskich (dostawy nafty, ropy, węgla itp.). Jednak w 1942 r. władze niemieckie zażądały ewakuacji strażników francuskich ze wszystkich latarni morskich, a także przekazania kluczy do budynków i opraw lamp oświetleniowych. Latarnia Ploumanac'h nie była wyjątkiem od tego rozkazu. Została zajęta przez wojsko niemieckie, które podczas odwrotu 4 sierpnia 1944 r. wysadziło ją w powietrze.
Nowa latarnia morska to murowana wieża o podstawie kwadratowej, nieznacznie zwężająca się ku górze, zwieńczona nadwieszoną izbicą. Została zbudowana z czerwonego granitu, pochodzącego z kamieniołomów La Clarté, przez firmę Martin et Frères z Lannion, według planów architektów Auffreta i Hardiona. We wnętrzu zwracają uwagę mozaiki, będące dziełem Isidore Odorico. W 1980 r. latarnia została w pełni zautomatyzowana.

## Charakterystyka
Zbudowana z kamienia latarnia ma wysokość 15 metrów ponad podstawę i 27 m ponad maksymalny poziom morza. Światło leży 26 m powyżej maksymalnego poziomu morza i jest widoczne w zasięgu 20 km. Sterowana całkowicie automatycznie, latarnia emituje naprzemienne białe i czerwone światło w odstępach 4 sekund. Światło białe widoczne jest z odległości 12 mil morskich i tylko w sektorze między wyspami Île Tomé i Île Rouzic, czerwone z odległości 9 mil morskich.

## Turystyka
Pod budynek latarni można dojść ścieżką prowadzącą po skałach Wybrzeża Czerwonego Granitu, skąd roztacza się malowniczy widok na skaliste wybrzeże i morze. Można stąd podziwiać zamek Costaérès na wyspie Île de Costaérès, wyspę Renote i archipelag Sept Îles. Sama latarnia jest niedostępna dla publiczności.